# Poli (football)
Pour les articles homonymes, voir Poli.
Hipólito Fernández Serrano dit "Poli" est un footballeur espagnol né le 20 mars 1977 à Séville.

## Palmarès
- RCD Majorque
  - Vainqueur de la Coupe du Roi en 2003.